# Farmacoeconomia
La farmacoeconomia è un insieme di strumenti, concetti e tecniche per la valutazione del rapporto di costo-efficacia e la sostenibilità economica di nuovi farmaci (o altre tecnologie bio-mediche) prima dell'immissione in commercio. Punta all'elaborazione di un piano economico per l'allocazione delle risorse nel sistema sanitario massimizzando al contempo la salute dei pazienti.
La farmacoeconomia è una disciplina che fa parte dell'economia sanitaria. Si possono distinguere diversi tipi di studi di farmacoeconomia: analisi di costo-efficacia, analisi di costo-utilità e analisi di costo-beneficio.

## Tipi di valutazione economica
Studi di Costo della Malattia
Analisi di Costo-Efficacia
Analisi di Costo-Utilità
Analisi di Costo-Beneficio
Il servizio sanitario, come parte dei sistemi internazionali, è obbligato a gestire risorse economiche non sufficientemente adeguate al costo di terapie farmacologiche spesso costose e di fatto non sempre rispondenti a vantaggi oggettivi sulla salute del malato.
Da ciò la necessità di mettere a punto una scienza che si occupi di studiare il rapporto costi-benefici.
La farmacoeconomia, quindi, applica anche in campo sanitario tecniche specifiche di analisi economica, che consentano di distribuire nel modo più razionale e conveniente le risorse disponibili.
Serve ad identificare, confrontando vari trattamenti farmacologici alternativi, quello che presenta il miglior rapporto costo-beneficio in relazione all'efficacia.
La farmacoeconomia deve tener conto del valore terapeutico stabilito da parametri fondamentali come:
- Efficacia: benefici indotti dalla cura farmacologia al paziente;
- Tollerabilità: valutazione degli eventuali effetti collaterali;
- Utilità: gradimento da parte del paziente anche in relazione alle modifiche indotte sulla qualità della vita;
- Costo: consumo di risorse in rapporto ai benefici derivanti dal trattamento.

I concetto di "Costo", a sua volta, viene scorporato in "Costi diretti" e "Costi indiretti".
Sono diretti i seguenti costi:
- L'ospedalizzazione del paziente (degenza, assistenza, pernotto).
- La diagnostica per immagini e laboratoristica.
- L'invio del mezzo di trasporto (ambulanza, elicottero, etc.).
- Gl'interventi chirurgici (a cui s'aggiungono i costi dell'anestesia - rianimazione).
- La spesa farmaceutica e dei presìdi sanitari.
- Le visite specialistiche.
- L'assistenza primaria (medico di medicina generale e pediatra di libera scelta).
- La prevenzione sanitaria.
- La riabilitazione funzionale.
- L'assistenza domiciliare al paziente invalido.
- Il regime di Hospital - Day.
- Il trasferimento dell'assistenza al paziente dal nosocomio al territorio.

Sono compresi nei costi indiretti - invece - le seguenti situazioni:
- La perdita di giornate lavorative.
- La perdita di giornate di studio per gli scolari e gli studenti.
- Il contagio tra soggetti per le patologie infettive.
- La cronicizzazione della patologia.
- Il deterioramento della qualità della vita del paziente.
- L'invalidità temporanea o permanente del soggetto.
- Le spese processuali per il risarcimento in àmbito civile del soggetto.
- Il rimborso assicurativo del paziente.
- La redazione delle statistiche sanitarie.